# ダニー・ブーン
ダニー・ブーン（Dany Boon 発音: [dani bun]、1966年6月26日 - ）は、フランスの俳優、コメディアン、声優、映画監督、脚本家、映画プロデューサー。
1990年代にコメディアンとして活動を始め、2008年にコメディ映画『ようこそ、シュティの国へ』で俳優兼監督として成功を収める。以降はさまざまな映画で脚本または監督、あるいはその両方を務めている。

## 生い立ち
フランス北部の中流家庭でダニエル・ファリド・ハミドゥとして生まれる。父親は1930年にアルジェリアのイサースで生まれたイスラム教徒で、1992年にフランスのリールで亡くなった。ボクサーであり、運転手でもあった。母ダニエール・デュカテルはフランス北部出身。カトリック教徒で、専業主婦だった。
2002年にユダヤ教（当時の妻の信仰）に改宗した。
ベルギーのサン＝リュック学院でグラフィック・アートを学ぶ。

## 経歴
1989年にパリにやってくると、路上でパントマイムをして生計を立てながら、トレヴィーズ劇場などのオープン・マイク・ナイトに頻繁に出演する。芸名はアメリカ合衆国のテレビシリーズ『ダニエル・ブーン』（アメリカの実在の罠猟師ダニエル・ブーンを描いた作品）の主人公の名前から拝借したものである。
いくつかの一人芝居に出演している。
ミュージシャンでもあり、「Piensa en mí（私を想って）」の翻案バージョン「Pensa me」をピアノで弾き語りしている。自作曲もあり、例えば「Le Blues du 'tiot poulet（鶏のブルース）」がある。
1990年代に映画で小さな役を演じた後、1998年にアリエル・ゼトゥン監督の風刺映画『Bimboland』に出演する。
生まれ故郷のノール＝パ・ド・カレー地方に深い愛着を抱いており、2003年には地元の方言であるシュティ（ch'ti、ピカルディ語とも呼ばれる）でショーを制作する。方言の使用にもかかわらず、DVD（フランス語字幕付き）は60万枚を売り上げる。
2008年、この地域に対する偏見を題材にしたコメディ映画『ようこそ、シュティの国へ』に出演し、脚本（共同）と監督も務め、フランス国内だけでなく他国でも成功を収める。
2015年に開催された第40回セザール賞の授賞式では司会を務める。
映画製作会社パテの取締役会メンバーであり、俳優、共同プロデューサー、脚本家、監督として数本の映画を製作する。カリフォルニア州ロサンゼルスに26DBプロダクションをはじめとするいくつかの制作会社を所有していた。それらの会社は映画やTVコンテンツを制作・配給している。
ディズニー映画『アナと雪の女王』『アナと雪の女王2』『オラフの生まれた日』『オラフが贈る物語』で雪だるまのオラフのフランス語吹き替えを担当している。

## 私生活
3人の異なる結婚相手との間に4人の息子と1人の娘がいる。最初の妻との間には1997年生まれの長男メフディがいる。2番目の妻ジュディット・ゴドレーシュとの間には1999年9月4日生まれのノエがいる。3番目の妻ヤエル・ハリスとの間には、2005年6月23日生まれのエイタン、2006年12月20日生まれのエリア、2010年3月1日生まれのサラがいる。
2022年7月、アイルランド人テリー・バールズに600万ユーロを詐取されたとして、裁判を起こしていると述べている。

## 主な出演作品
- 戦場のアリア Joyeux Noël (2005)
- ぼくの大切なともだち Mon meilleur ami (2006)
- ようこそ、シュティの国へ Bienvenue chez les Ch'tis (2008) ※兼監督
- ミックマック Micmacs à tire-larigot (2009)
- アステリックスの冒険〜秘薬を守る戦い Astérix et Obélix : Au service de Sa Majesté (2012)
- バツイチは恋のはじまり Un plan parfait (2012)
- ユダヤ人だらけ Ils sont partout (2016)
- フランス特殊部隊RAID Raid dingue (2016) ※兼監督・製作・脚本
- ダニー・ブーンのオー＝ド＝フランス Dany Boon: Des Hauts-De-France (2018) ※テレビスペシャルのワンマンショー
- マーダー・ミステリー Murder Mystery (2019)
- エージェント:ライオン Le lion (2020)
- ヒューマニティ通り8番地 8 rue de l'Humanité (2021) ※兼監督・脚本
- パリタクシー Une belle course (2022)
- 私がやりました Mon crime (2023)
- マーダー・ミステリー2 Murder Mystery 2 (2023)